# ناندو فورمجور
ناندو فورمجور (بالهولندية: Nando Wormgoor)‏ هو لاعب كرة قدم هولندي في مركز الدفاع، ولد في 17 فبراير 1992 في Leersum ‏ في هولندا. لعب مع آر كي سي فالفيك ونادي دوردريخت.

## وصلات خارجية
- ناندو فورمجور على موقع قاعدة بيانات كرة القدم.إي يو (الإنجليزية)
- ناندو فورمجور على موقع Soccerway.com (الإنجليزية)
- ناندو فورمجور على موقع عالم كرة القدم.نت (الإنجليزية)